# Reptadeonella plagiopora
Reptadeonella plagiopora is een mosdiertjessoort uit de familie van de Adeonidae. De wetenschappelijke naam van de soort is voor het eerst geldig gepubliceerd in 1859 door Busk.